# Lessingtheater (Wolfenbüttel)

Lessingtheater (Front-Ansicht vor der Sanierung des Theaters in den Jahren 2010 bis 2013)

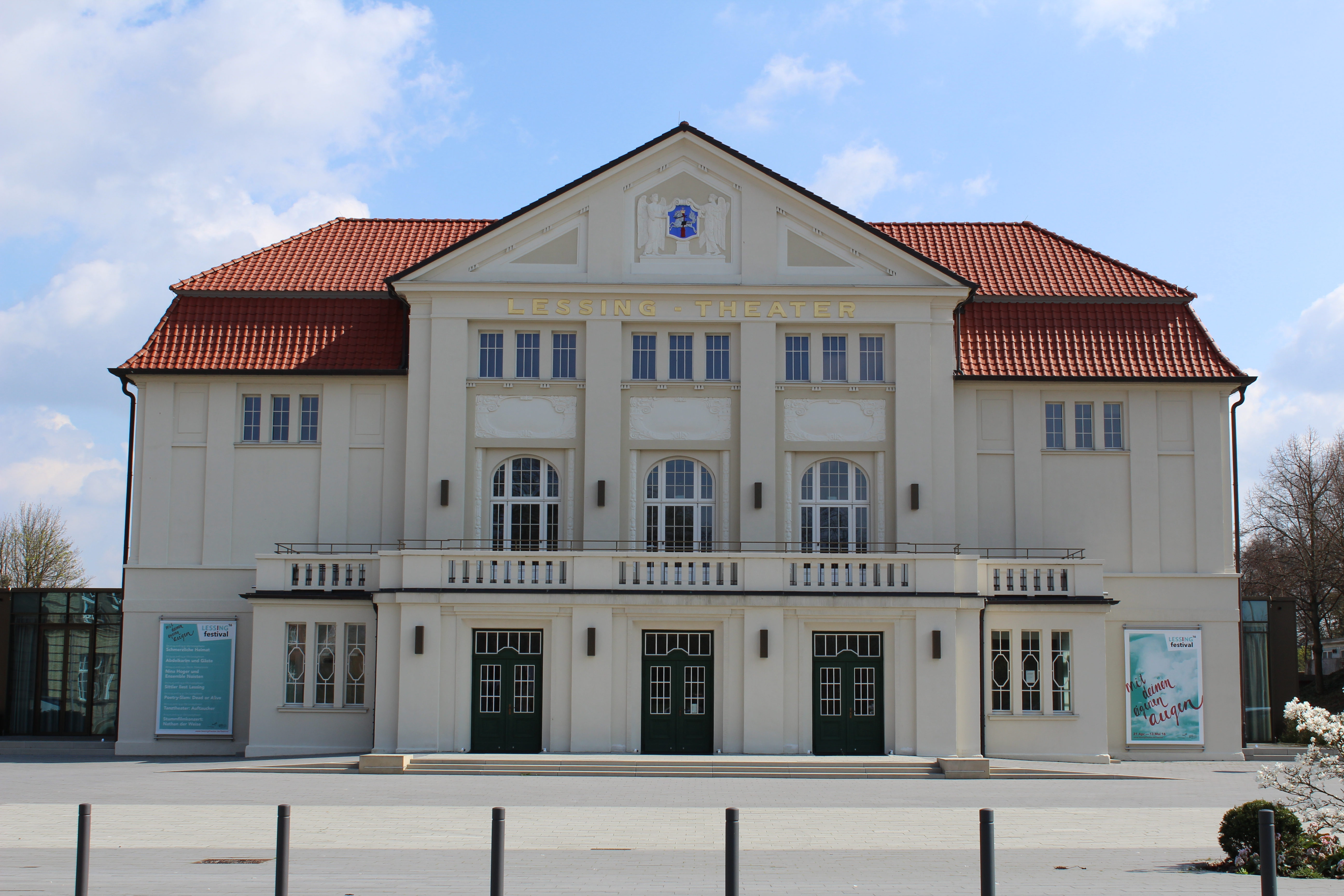
Lessingtheater 2016

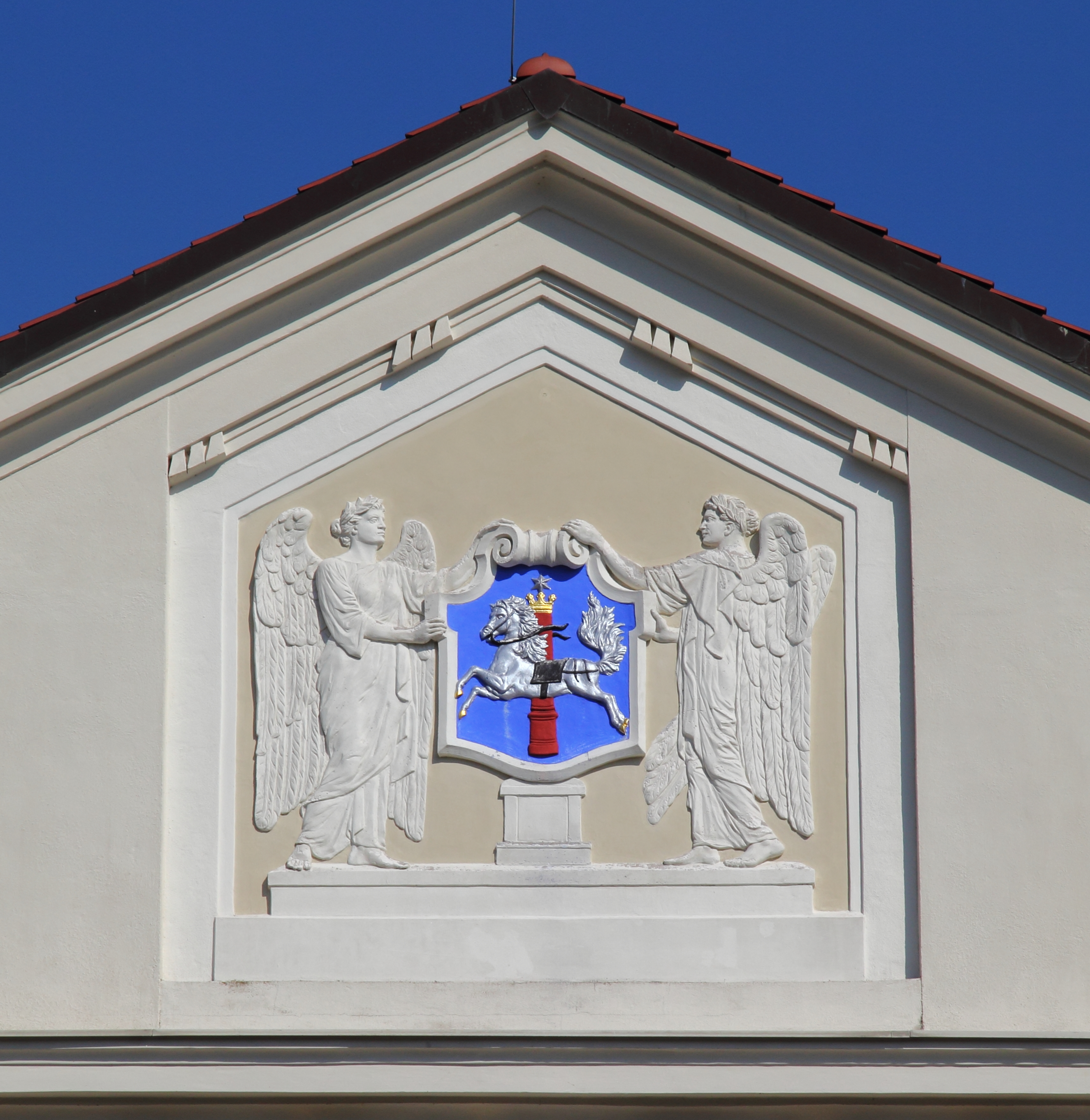
Wolfenbütteler Stadtwappen im Tympanon des Theatergebäudes

Das Lessingtheater in Wolfenbüttel ist ein im Jahre 1909 eröffnetes Theater und wird von der Stadt Wolfenbüttel als Gastspielhaus betrieben.

## Geschichte
In der Residenzstadt Wolfenbüttel wurde 1592 mit dem Theater des Schlosses Wolfenbüttel Deutschlands erste stehende Spielstätte mit einem festen Ensemble gegründet.
Geplant durch den Braunschweiger Architekten Otto Rasche, wurde der Theaterbau in Stahlbetonbauweise errichtet. Die Einweihung des im Stil des Jugendstil und Neoklassizismus errichteten Hauses erfolgte nach vierjähriger Planungsdauer und nach nur einjähriger Bauzeit am 25. September 1909 mit der Aufführung von Gotthold Ephraim Lessings Nathan der Weise. Das Lessingtheater und die Stadt Wolfenbüttel überstanden die beiden Weltkriege unbeschädigt.
Das Theater erhielt erst 1929 seinen heutigen Namen, bis dahin wurde es Stadttheater genannt. Als Bespieltheater betrieben hat das Lessingtheater kein eigenes Ensemble und führt regelmäßig Gastspiele mit wechselndem Programm auf. Bis zu seiner Schließung im Jahr 2007 war es Veranstaltungsort für etwa 90 Veranstaltungen jährlich und bot bis zu 699 Gästen Platz.

## Schließung und Sanierung
Im Januar 2007 wurde das Theater geschlossen, weil es nicht mehr den gesetzlichen Brandschutzanforderungen entsprach. Auch musste stetig in die Katakomben eindringendes Wasser aufgefangen und entsorgt werden. Vorausgehende Planungen und ausgeschriebene Architektenwettbewerbe sahen diverse Umbauten und Erweiterungen in dem historischen Gebäude vor, um einen modernen Theaterbetrieb zu ermöglichen.
Für eine Teilfinanzierung der Sanierungskosten konnten der Kulturbund Wolfenbüttel und der Bürgerbauverein Lessing-Theater Wolfenbüttel e. V. zusammen etwa 250.000 Euro beitragen. Mit den sogenannten Theaterbausteinen wurden seit 1997 beim Erwerb einer Eintrittskarte 1 DM, bzw. 50 Cent, eingenommen; auch der Verkauf einiger Theaterstühle brachte etwas Geld ein.
Zwischen April 2010 und Mai 2013 erfolgte eine Sanierung des Theaters.
Anfänglichen Planungen zufolge sollte nach 15 Monaten Bauzeit im Herbst 2011 die Wiedereröffnung stattfinden. Die Sanierungskosten wurden auf 12,8 Millionen Euro geschätzt. Diese wurden von der Stadt Wolfenbüttel, dem Landkreis Wolfenbüttel, dem Bundesland Niedersachsen, der Bundesrepublik Deutschland sowie der Mast-Jägermeister-Stiftung, dem Bürgerbauverein Wolfenbüttel und durch private Spenden aufgebracht.
Ende 2010 wurde ein Anstieg der Sanierungskosten auf 14,7 Millionen Euro bekannt. Laut Angaben aus dem Jahr 2011 sollte die Sanierung 18,8 Millionen Euro kosten und ein Jahr später Ende 2012 abgeschlossen sein. Die Mehrkosten, welche nach einem Wechsel des ausführenden Architekten bekannt wurden, konnten durch städtische Überschüsse im Haushalt aufgefangen werden.
Im Rahmen der Sanierung wurde die Anzahl an Sitzplätzen im Parkett und in der Galerie reduziert, wobei lediglich die Plätze mit schlechter Sicht auf die Bühne ausgelassen wurden. Durch Anbauten aus Stahl und Glas und die Verlegung von funktionellen Bereichen wurden die Räumlichkeiten über Tage wie z. B. Foyer und Galerie offener und geräumiger. Der um drei Meter tiefer gelegte und erweiterte Keller schafft ausreichend Platz für Bühnenbilder, Technik und Lager. Ebenso finden im Keller die Bewirtschaftung, Toiletten und die dort zusammengefassten Garderoben Platz. Für die Erweiterung wurde der Grundwasserspiegel auf 7 m abgesenkt und eine Betonwanne unter das bestehende Theatergebäude gebaut. Dazu wurden mit Spundwänden, Stahlstützen unter dem Gebäude, einer neuen Betonsohle und Zementinjektionen in Mauerwerk und umgebendes Gelände die Voraussetzungen für die Gebäudestatik geschaffen.
Zu den Sanierungsarbeiten zählten sowohl der Tiefbau mit dem Aushub von Erdreich, als auch die teilweise Entkernung und der Rohbau im Innern. Vom denkmalgeschützten Theater blieb außenwirksam die Gebäudehülle bestehen, welche durch Glasanbauten ergänzt wurde. Im 20 m hohen Theater- bzw. Bühnenturm wurde erstmals in Deutschland eine Hochdruck-Sprühnebelanlage zur Minderung von Brand- und Löschwasserschäden installiert.
Im Theaterbetrieb soll die flexible Bühne Aufführungen sowohl mit Studio- als auch mit Guckkastenbühnen ermöglichen. Ausgelegt ist der Veranstaltungsort für etwa 170 Veranstaltungen im Jahr.
Das Theater wurde Ende Mai 2013 wieder eröffnet.